# Tegal Panggung
Tegal Panggung is een bestuurslaag in het regentschap Jogjakarta van de provincie Jogjakarta, Indonesië. Tegal Panggung telt 7760 inwoners (volkstelling 2010).